# Aschkasten
Der Aschkasten (auch Aschenkasten) befindet sich unterhalb des Rostes eines Feuerraumes, in dem feste und aschhaltige Stoffe verbrannt werden, beispielsweise Kohle, Holz oder Torf. Er dient dazu, die Rückstände, insbesondere Asche, aufzunehmen, bis sie an geeigneter Stelle oder zu einem geeigneten Zeitpunkt entsorgt werden können.
Bei stationären Verbrennungsanlagen (z. B. Kachelofen, Kanonenofen) ist der Aschkasten meist als beweglicher und entnehmbarer Schubkasten ausgeführt, bei Dampflokomotiven wird der Aschkasten üblicherweise durch Klappen geöffnet, wodurch die Verbrennungsrückstände in die Schlackegrube oder die Auffangwanne fallen. Außerdem kann die Asche mittels Wasserdüsen im Aschkasten während der Fahrt abgelöscht werden.

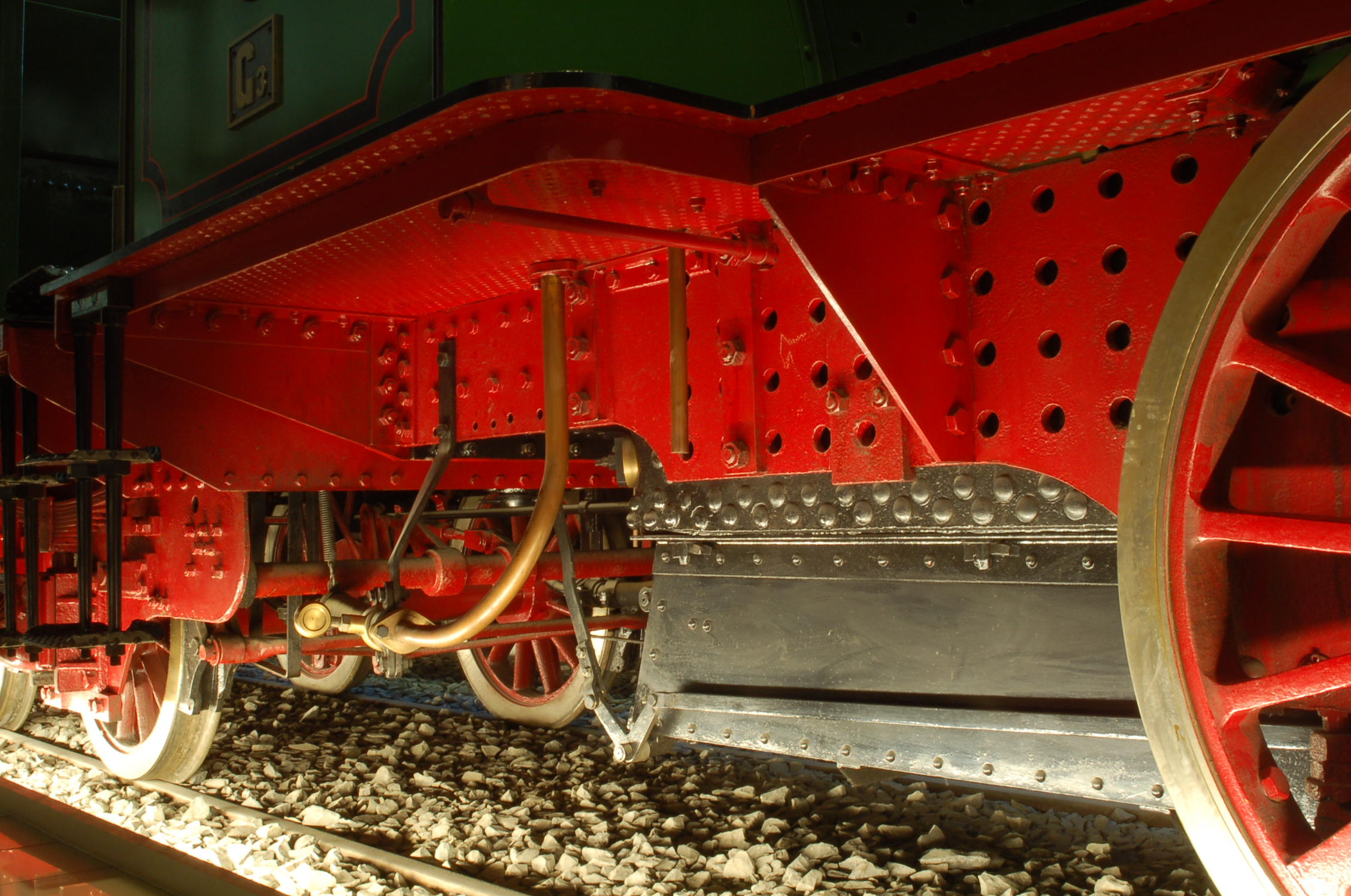
Aschkasten (schwarz lackiert) eines Dampflokomotivkessels im eingebauten Zustand (preußische G 3 des Verkehrsmuseums Nürnberg)
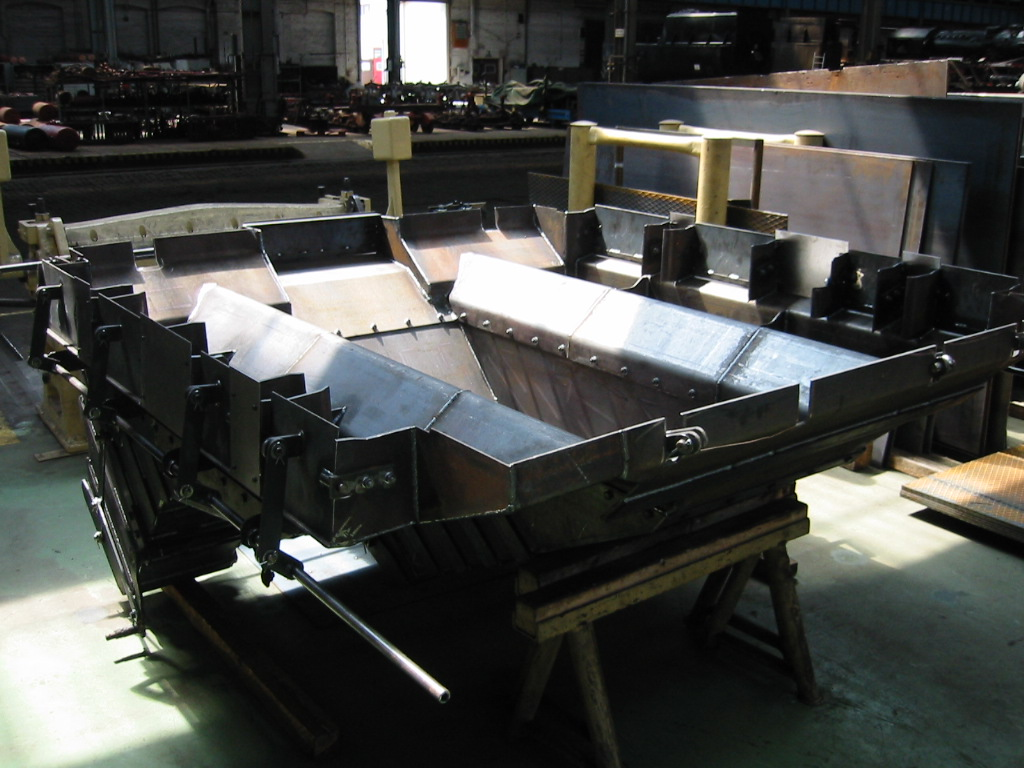
Aschkasten Bauart Stühren eines Dampflokomotivkessels
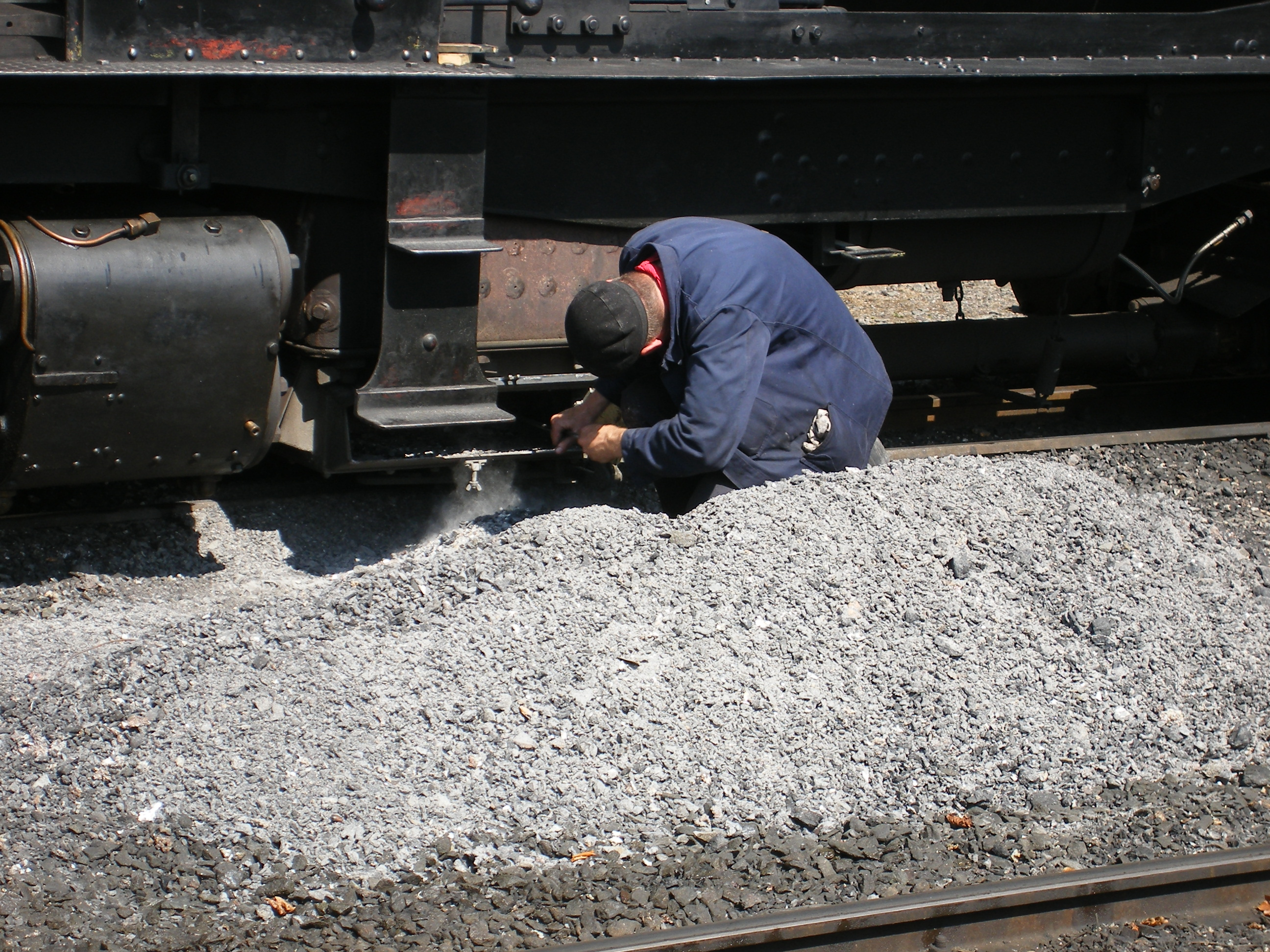
Heizer beim Ausräumen des Aschkastens der Garratt K1.